# کریستوفر شاکل
کریستوفر شاکل(به انگلیسی: Christopher Shackle) (زادهٔ ۴ مارس ۱۹۴۲)، عضو آکادمی بریتانیایی و استاد بازنشستهٔ زبان‌های نو جنوب آسیا در دانشکدهٔ زبان‌ها و فرهنگ‌های جنوب آسیا در دانشگاه لندن و همچنین استاد دانشکدهٔ مطالعات ادیان در همان دانشگاه است. علاوه بر این، او مدیر بخش زبان اردو در سواس (سواز) (SOAS)، مدیر شورای مشورتی پژوهش مطالعاتی هنر و تمدن در زمینهٔ ادبیات آفریقایی و آسیایی و عضو مرکز مطالعات جنوب آسیا است.
تخصص کاری او، زبان سرائیکی است که آن را از مهر عبدالحق فراگرفت. او چندین کتاب در زمینهٔ ادبیات سرائیکی و خوجه غلام‌فرید نگاشته‌است. او عضو فعال در جمع نویسندگان زبان سرائیکی است و با عمر کمال و اسلام رسول‌پوری و چند تنِ دیگر دوست است.
او چندین کتاب و بیش از ۱۹ فصل کتاب و ژورنال‌های متعدد در زمینهٔ ادبیات اردو نوشته‌است. بین سال‌های ۱۹۸۳ تا ۱۹۸۷ مدیر سواز و بین سال‌های ۱۹۹۷ تا ۲۰۰۳ به‌عنوان معاون مدیر سواز مشغول به کار بود.

## جوایز و افتخارات
- عضویت در آکادمی بریتانیا در ۱۹۹۰
- جایزهٔ انجمن سلطنتی آسیایی در ۲۰۰۴
- بالاترین جایزهٔ پاکستان در هنرها، «ستارهٔ امتیاز» در ۲۰۰۵

## آثار
- Teach Yourself Punjabi
- The Siraiki Language of Central Pakistan; A Reference Grammar
- From Wuch to Southern Lahnda: a century of Siraiki studies in English
- (with A. Mandair) Teachings of the Sikh Gurus: Selections from the Sikh Scriptures, 214 pp. Routledge (UK & US). ISBN 0-415-26604-1. 2005.
- Saraiki Marsiya, 94 pp. Bazm-e Saqafat (Pakistan). ISBN none. 2003.
- (with D. J. Matthews, S. Husain) Urdu Literature, 288 pp. Alhamra (Pakistan). ISBN 969-516-119-7.2003.
- (with J. Majeed) Hali's Musaddas: The Flow and Ebb of Islam, 262 pp. Oxford University Press (Delhi). ISBN 0-19-564091-8. 1997.
- Edited books: 2003. SOAS Since the Sixties, 185 pp. SOAS (UK). ISBN 0-7286-0353-5.
- Teachings of Khawaja Farid (Translation of Isharat-i-Faridi), 1978: Bazm-i-Saqafat, Multan
- Fifty Poems of Khawaja Farid: Translation in English Verse of Poems of Khawaja Farid; published 1973: Bazm-i-Saqafat, Multan, Pakistan